# Niebieska eRka
Niebieska eRka – oficjalna publikacja Ruchu Chorzów, ukazywała się w latach 2012–2015. Od 14 września 2012 roku wydawana była w formie bezpłatnej gazety ukazującej się w dniu meczu zespołu (lub w dniu poprzedzającym mecz) rozgrywanego na stadionie przy ul. Cichej. Publikację w nakładzie 10 tys. egzemplarzy wydawało wydawnictwo Presspekt. Gazeta publikowała informacje z zakresu sportu i tematyki związanej bezpośrednio z klubem, skierowana była do fanów zespołu.
Niebieska eRka była najczęściej 8-stronicowa (w ciągu pierwszych 50 numerów 6 numerów miało 12 stron: 8, 16, 26, 30, 37, 50). Strona 2 obejmowała wywiad z trenerem, informacje klubowe, felieton prof. Jana Miodka, Bogdana Kalusa lub Wojciecha Kuczoka, słowo wstępu Donaty Chruściel. Strona 4 to artykuły związane z klubem: wywiady, prezentacje, zawodników. Strona 6 to najczęściej artykuł opisujący drużynę przeciwną, tabela ligowa, prawdopodobne składy meczowe, bilans meczów. Strony 3, 5, 7, 8 w części lub całości wypełnione były materiałami reklamowymi. Artykuły do gazety pisali: Tomasz Ferens, Robert Kasperczyk, Waldemar Kaim, Zbigniew Cięciała, Krzysztof Kubicki. Gazetę redagował rzecznik klubu Donata Chruściej, layout gazety zaprojektował i za skład odpowiadał Leszek Waligóra.

## Tabela publikacji
| Numer ogólny | Numer w roku | Data publikacji | Tytuł publikacji                     | Drużyna przeciwna            |
| ------------ | ------------ | --------------- | ------------------------------------ | ---------------------------- |
| 1            | 1            | 14.09.2012      | Walka o punkty                       | Korona Kielce                |
| 2            | 2            | 20.09.2012      | Emocje gwarantowane                  | Zagłębie Lubin               |
| 3            | 3            | 3.10.2012       | Wielki tydzień                       | PGE GKS Bełchatów            |
| 4            | 4            | 25.10.2012      | Ograć niepokonanych                  | Górnik Zabrze                |
| 5            | 5            | 7.11.2012       | Apetyt na zwycięstwo                 | Lechia Gdańsk                |
| 6            | 6            | 23.11.2012      | Dług do spłacenia                    | Wisła Kraków                 |
| 7            | 7            | 6.12.2012       | Powstrzymać Franka                   | Jagiellonia Białystok        |
| 8            | 1            | 22.02.2013      | Rachunek do wyrównania               | Lech Poznań                  |
| 9            | 2            | 1.03.2013       | Walka do upadłego                    | Widzew Łódź                  |
| 10           | 3            | 8.03.2013       | Odczarowana Cicha                    | Śląsk Wrocław                |
| 11           | 4            | 4.04.2013       | Forma w górę                         | Podbeskidzie B-B             |
| 12           | 5            | 19.04.2013      | Trzy punkty na urodziny              | Polonia Warszawa             |
| 13           | 6            | 6.05.2013       | Pokonać 'Piastunki'                  | Piast Gliwice                |
| 14           | 7            | 17.05.2013      | Wygrać za wszelką cenę               | Pogoń Szczecin               |
| 15           | 8            | 29.05.2013      | Wygrać za wszelką cenę               | Legia Warszawa               |
| 16           | 9            | 19.07.2013      | Nowe priorytety                      | Lech Poznań                  |
| 17           | 10           | 25.07.2013      | Zaufanie odzyskane                   | Lechia Gdańsk"               |
| 18           | 11           | 9.08.2013       | Wizyta mistrzów                      | Legia Warszawa               |
| 19           | 12           | 29.08.2013      | Apetyt na zwycięstwo                 | Zagłębie Lubin               |
| 20           | 13           | 20.09.2013      | Wydrzeć punkty                       | Śląsk Wrocław                |
| 21           | 14           | 27.09.2013      | Fundament już jest                   | Wisła Kraków                 |
| 22           | 15           | 19.10.2013      | W pogoni za czołówką                 | Pogoń Szczecin               |
| 23           | 16           | 5.11.2013       | Wygrać dla Gerarda Cieślika          | Zawisza Bydgoszcz            |
| 24           | 17           | 30.11.2013      | Czas na rewanż                       | Cracovia                     |
| 25           | 18           | 6.12.2013       | Setny raz z Górnikiem                | Górnik Zabrze                |
| 26           | 1            | 15.02.2014      | Nadciąga 'Niebieska Armia'           | Jagiellonia Białystok        |
| 27           | 2            | 27.02.2014      | Wygrywamy, nie zwalniamy             | Widzew Łódź                  |
| 28           | 3            | 14.03.2014      | Cztery! Pięć! Sześć! Mało!           | Piast Gliwice                |
| 29           | 4            | 28.03.2014      | Podwójny skok na podium              | Podbeskidzie Bielsko - Biała |
| 30           | 5            | 7.04.2014       | Czas na nową serię                   | Korona Kielce                |
| 31           | 6            | 25.04.2014      | Gramy o najwyższe cele               | Lechia Gdańsk                |
| 32           | 7            | 9.05.2014       | My wam jeszcze pokażemy              | Zawisza Bydgoszcz            |
| 33           | 8            | 16.05.2014      | Zasmucić Wisłę jeszcze raz           | Wisła Kraków                 |
| 34           | 9            | 31.05.2014      | Tylko jeden punkt                    | Pogoń Szczecin               |
| 35           | 10           | 23.08.2014      | Wracamy na Cichą                     | Lech Poznań                  |
| 36           | 11           | 19.09.2014      | Zwycięstwo prezentem na roczek       | PGE GKS Bełchatów            |
| 37           | 12           | 3.10.2014       | Derby na 102                         | Górnik Zabrze                |
| 38           | 13           | 25.10.2014      | Więc wstań! Do góry głowę wznieś...  | Korona Kielce                |
| 39           | 14           | 7.11.2014       | Wygrać dla Gerardla Cieślika         | Jagiellonia Białystok        |
| 40           | 15           | 20.11.2014      | Światełko w tunelu                   | Śląsk Wrocław                |
| 41           | 16           | 6.12.2014       | Czas na kolejną wiktorię przy Cichej | Podbeskidzie Bielsko - Biała |
| 42           | 17           | 12.12.2014      | Zakończyć rok z przytupem            | Wisła Kraków                 |
| 43           | 1            | 27.02.2015      | Do ataku!                            | Lechia Gdańsk                |
| 44           | 2            | 6.03.2015       | Ruszamy w Pogoń!                     | Pogoń Szczecin               |
| 45           | 3            | 20.03.2015      | Tak trzymać!                         | Zawisza Bydgoszcz            |
| 46           | 4            | 10.04.2015      | Ruszamy w górę                       | Cracovia                     |
| 47           | 5            | 23.04.2015      | Bić Mistrza!                         | Legia Warszawa               |
| 48           | 6            | 15.05.2015      | Ruch w dobrych rękach                | Piast Gliwice                |
| 49           | 7            | 25.05.2015      | Coraz bliżej celu                    | GKS Bełchatów                |
| 50           | 8            | 5.06.2015       | Zakończyć z przytupem                | Zawisza Bydgoszcz            |